# Thomisus modestus
Thomisus modestus es una especie de araña cangrejo del género Thomisus, familia Thomisidae. Fue descrita científicamente por Blackwall en 1870.

## Distribución
Esta especie se encuentra en Italia.